# Франтішек Доуда
Франтішек Доуда (чеськ. František Douda, 23 жовтня 1908, с. Лхота Самоти, Табор, Південночеський край — 15 січня 1990, Прага) — чехословацький легкоатлет, бронзовий призер олімпійських ігор, рекордсмен світу.

## Біографічні дані
Франтішек Доуда народився в сім'ї фермера. Легкою атлетикою він зацікавився після Олімпіади 1924 в Парижі і почав займатися тими дисциплінами, про які мав деяке уявлення, — метання списа, метання диска, використовуючи саморобні списи і диски.
1926 року на міських змаганнях в Таборі він вперше користувався стандартним знаряддям, а 1927 року переміг на шкільних змаганнях в п'яти дисциплінах (метання списа, метання диска, штовхання ядра, стрибки у висоту та у довжину) і звернув на себе увагу з боку спортивних клубів Праги, тому після закінчення школи і переїхав до столиці Чехословаччини. Того ж року на чемпіонаті країни вперше штовхнув ядро за 14 м і метнув диск за 44 м.
На Олімпіаді 1928 Франтішек Доуда виступив невдало, зайнявши лише 14-е місце в кваліфікації в штовханні ядра і 20-е в кваліфікації в метанні диска, і не пройшов до фіналу.
В наступні роки Франтішек Доуда покращував свої результати і 1931 року повторив світовий рекорд в штовханні ядра, що належав Емілю Гіршфельду (Німеччина), — 16,04 м, ставши першим рекордсменом світу серед чехословацьких легкоатлетів.
На Олімпіаді 1932 він завоював бронзову медаль в штовханні ядра з результатом 15,610 м і був 15-им в метанні диска з результатом 42,39 м.
Восени 1932 року Доуда оновив світовий рекорд в штовханні ядра — 16,20 м.
На першому чемпіонаті Європи з легкої атлетики 1934 в штовханні ядра Доуда завоював єдину для збірної Чехословаччини бронзову медаль.
На Олімпіаді 1936 Франтішек Доуда з результатом 15,28 м зайняв сьоме місце в штовханні ядра.
Після завершення виступів працював в Міністерстві зв'язку.

## Виступи на Олімпіадах
| Олімпіада         | Дисципліна     | Місце             |
| ----------------- | -------------- | ----------------- |
| Амстердам 1928    | штовхання ядра | 14 (кваліфікація) |
| Амстердам 1928    | метання диска  | 20 (кваліфікація) |
| Лос-Анджелес 1932 | штовхання ядра | Бронза            |
| Лос-Анджелес 1932 | метання диска  | 15                |
| Берлін 1936       | штовхання ядра | 7                 |